# Kanton Mourmelon-Vesle et Monts de Champagne
Kanton Mourmelon-Vesle et Monts de Champagne is een kanton van het Franse departement Marne. Het kanton maakt deel uit van de  arrondissementen Reims en Châlons-en-Champagne. Het heeft een oppervlakte van 560.49 km² en telt 25 187 inwoners in 2017, dat is een dichtheid van 45 inwoners/km².
Het kanton Mourmelon-Vesle et Monts de Champagne werd opgericht bij decreet van 21 februari 2014 met uitwerking in maart 2015 en omvat volgende 37 gemeenten:
- Aubérive
- Baconnes
- Beaumont-sur-Vesle
- Bétheniville
- Billy-le-Grand
- Bouy
- Chigny-les-Roses
- Dampierre-au-Temple
- Dontrien
- Époye
- Livry-Louvercy
- Ludes
- Mailly-Champagne
- Montbré
- Mourmelon-le-Grand
- Mourmelon-le-Petit
- Les Petites-Loges
- Pontfaverger-Moronvilliers
- Prosnes
- Rilly-la-Montagne
- Saint-Hilaire-au-Temple
- Saint-Hilaire-le-Petit
- Saint-Martin-l'Heureux
- Saint-Masmes
- Saint-Souplet-sur-Py
- Selles
- Sept-Saulx
- Trépail
- Vadenay
- Val-de-Vesle
- Vaudemange
- Vaudesincourt
- Verzenay
- Verzy
- Ville-en-Selve
- Villers-Allerand
- Villers-Marmery